# Roy Goldstein
Roy Goldstein (Misgav, 20 mei 1993) is een voormalig Israëlisch wielrenner die als beroepsrenner reed voor Israel Cycling Academy.

## Carrière
In 2012 werd Goldstein tweede op het nationale kampioenschap op de weg, hij moest enkel Oleg Sergeev zes seconden voorlaten. Twee jaar later werd hij derde, achter Niv Libner en Anton Mikhailov. In juni 2015 werd hij wederom derde, ditmaal achter Guy Sagiv en Guy Gabay. In 2016 werd hij voor het derde jaar op rij derde: Sagiv en Aviv Yechezkel bleven hem voor. In september van dat jaar nam Goldstein deel aan de wegwedstrijd op de Europese kampioenschappen, maar haalde de finish niet.
In 2017 werd Goldstein prof nadat zijn ploeg een stap hogerop zette. In juni werd hij nationaal kampioen op de weg, voor Itmar Einhorn en Yechezkel. Hij prolongeerde zijn titel in 2018 door twee seconden sneller te zijn dan voormalig Israëlisch kampioen Sagiv. Zijn broer Omer, die enkele dagen eerder al Israëlisch kampioen tijdrijden was geworden, werd derde.

## Overwinningen
2017
 Israëlisch kampioen op de weg, Elite
2018
 Israëlisch kampioen op de weg, Elite

## Resultaten in voornaamste wedstrijden
|      | \| Jaar \| Amstel Gold Race \| \| ---- \| ---------------- \| \| 2018 \| opgave \| \| 2019 \| opgave \| |
| Jaar | Amstel Gold Race                                                                                        |
| 2018 | opgave                                                                                                  |
| 2019 | opgave                                                                                                  |

## Ploegen
- 2015 –  Cycling Academy Team (tot 31-7)
- 2016 –  Cycling Academy Team (vanaf 1-5)
- 2017 –  Israel Cycling Academy
- 2018 –  Israel Cycling Academy

Angulo · Bear · Daško · Einhorn · Gabay · Goldstein · Krasnodębski · Malovec · Migdał · Piaskowy · Sagiv · Talaga · Turek · Warchoł · Zilberstein
Boivin · Craven · Dempster · Díaz · Goldstein · Lemus · Lowndes · Neilands · Perry · Räim · Sagiv · Schreurs · Turek · Williams · van Winden · Yechezkel · Einhorn (stagiair) · Niv (stagiair) · Sessler (stagiair)
Ávila · Boivin · Dempster · Díaz · Earle · Enger · Gebremedhin · O. Goldstein · R. Goldstein · Hermans · Jensen · Lemus · Neilands · Niv · Perry · Plaza · Räim · Sagiv · Sbaragli · Schreurs · Turek · Williams · van Winden · Yechezkel